# Idaea mancipiata
Idaea mancipiata är en fjärilsart som beskrevs av Otto Staudinger 1871. Idaea mancipiata ingår i släktet Idaea och familjen mätare. Inga underarter finns listade i Catalogue of Life.